# Fedje
Fedje – norweskie miasto i gmina leżąca w regionie Hordaland.
Fedje jest 432. norweską gminą pod względem powierzchni.

## Demografia
Według danych z roku 2005 gminę zamieszkuje 661 osób. Gęstość zaludnienia wynosi 70,62 os./km². Pod względem zaludnienia Fedje zajmuje 424. miejsce wśród norweskich gmin.
| ludność stan na 1 stycznia 2005 |         |           |       |
|                                 | kobiety | mężczyźni | razem |
| osób                            | 327     | 334       | 661   |
| %                               | 49,47%  | 50,53%    | 100%  |

| wykształcenie stan na 1 października 2004 |            |         |        |          |
|                                           | podstawowe | średnie | wyższe | nieznane |
| osób                                      | 153        | 293     | 71     | 9        |
| %                                         | 29,09%     | 55,7%   | 13,5%  | 1,71%    |

## Edukacja
Według danych z 1 października 2004:
- liczba szkół podstawowych (norw. grunnskolar): 1
- liczba uczniów szkół podst.: 86

## Władze gminy
Według danych na rok 2011 administratorem gminy (norw. rådmann) jest Vidar Bråthen, natomiast burmistrzem (norw. ordfører, d. borgermester) jest Kristin B. Handeland.